# Knogjärn (musikgrupp)
Knogjärn är ett svenskt metalcore-/hårdrocksband bildat 2015 i Karlstad, som funnit sin framgång genom låttexter enbart på svenska.

## Historia
Föregångare till Knogjärn var bandet In Spite som sjöng med engelska texter. In Spite var inspirerat av bland andra Lok och Slipknot, men fick en närmast obefintlig respons från skivbolag. När bandet fick för sig att producera låten "Knogjärn" på svenska bestämde de sig för att endast sjunga på svenska då det kändes mer autentiskt och bandet bytte namn till Knogjärn, som därigenom började att få gehör från omgivningen. Debutalbumet Våldet i ditt paradis släpptes 2015 av skivbolaget Big Balls Productions i Karlstad.
Sedan dess har bandet via norska Indie Recordings (Kvelertak, Satyricon, Skambankt) producerat ytterligare fyra studioalbum, vilka mottagits med åtminstone 3 av 5–6 i betyg av regional press som Värmlands Folkblad och NWT respektive tidningen Gaffa. Singeln "Fly för ditt liv" 2016 med tillhörande musikvideo, baserad på 2015 års stora flyktingtrafik från främst Syrien, gav det publikiska genombrottet för Knogjärn som kom att berömmas med 9/10 i poäng av Sweden Rock Magazine för studioalbumet Marscherar & förstör (2017) – som menade att "det är det bästa som levererats på svenska på väldigt, väldigt länge" – och utsågs till "årets nykomling" av Rockbladet.
Knogjärn har uppträtt live nationellt på bland annat Sweden Rock Festival 2017 och Musikens Hus (Göteborg) 2024.

## Medlemmar
- Kim Eriksson – Sång
- Markus Hurtig – Gitarr
- Rasmus Sörbom – Bas
- Johan Hidén – Trummor

## Samarbeten
På låtarna "Aldrig Mer" och "Bedövning" i albumet Mera Bedövning (2022) medverkar Niclas Engelin (Engel, In Flames) som låtskrivare. Martin Westerstrand (Lok, Lillasyster) ligger bakom texten i låten "Ni är i vägen!" (Kvarlevor 2020), vilken är en cover-version av Refused's låt "New Noise".

## Diskografi
Studioalbum
- 2015 – Våldet i ditt paradis
- 2017 – Marscherar & förstör
- 2020 – Kvarlevor
- 2020 – Stora och farliga
- 2022 – Mera Bedövning

EP
- 2022 – Tungrott

Singlar
- 2016 – "Fly för ditt liv"
- 2020 – "Vad vill du ha"
- 2022 – "Aldrig Mer"
- 2022 – "Bedövning"